# Netopýr Saviův
Netopýr Saviův (Hypsugo savii) je druh netopýra z čeledi netopýrovití.

## Popis
- Hmotnost: 5 až 12 g.
- Rozpětí křídel: 220 až 225 mm.
- Délka těla: 42,2 až 51,5 mm.
- Délka ocasu: 34,5 až 38,7 mm.
- Délka boltce: 9,5 až 13 mm.
- Srst je poměrně dlouhá s černohnědým základem. Na hřbetní straně je variabilní, od žlutohnědé nebo zlatohnědé po tmavohnědou se zlatavými konci, na břiše žlutobílá až našedlá s ostrým přechodem.
- Nejvyšší zjištěný věk: není znám.
- Létá v otevřeném prostoru.

## Rozšíření a četnost
Netopýr Saviův žije v jižní Palearktidě od západní Afriky po Japonsko.